# Adalbert von Bredow
Pour les articles homonymes, voir Famille von Bredow et Bredow (homonymie).
Friedrich Wilhelm Adalbert von Bredow (né le 25 mai 1814 au manoir de Briesen et mort le 3 mars 1890 dans la même ville) est un lieutenant général prussien.

## Biographie

### Origine
Adalbert est le fils du major prussien Friedrich Phillip Leopold Ferdinand von Bredow (1787-1878) et de son épouse Bernhardine Sophie Emilie, née von Wulffen (1792-1859).
Ses sœurs Emma (1816–1881) est mariée avec le général de division prussien Hermann von Besser (1810-1878) et Bernhardine (née en 1825) avec le général de cavalerie Ludwig von Salmuth (de).

### Carrière militaire

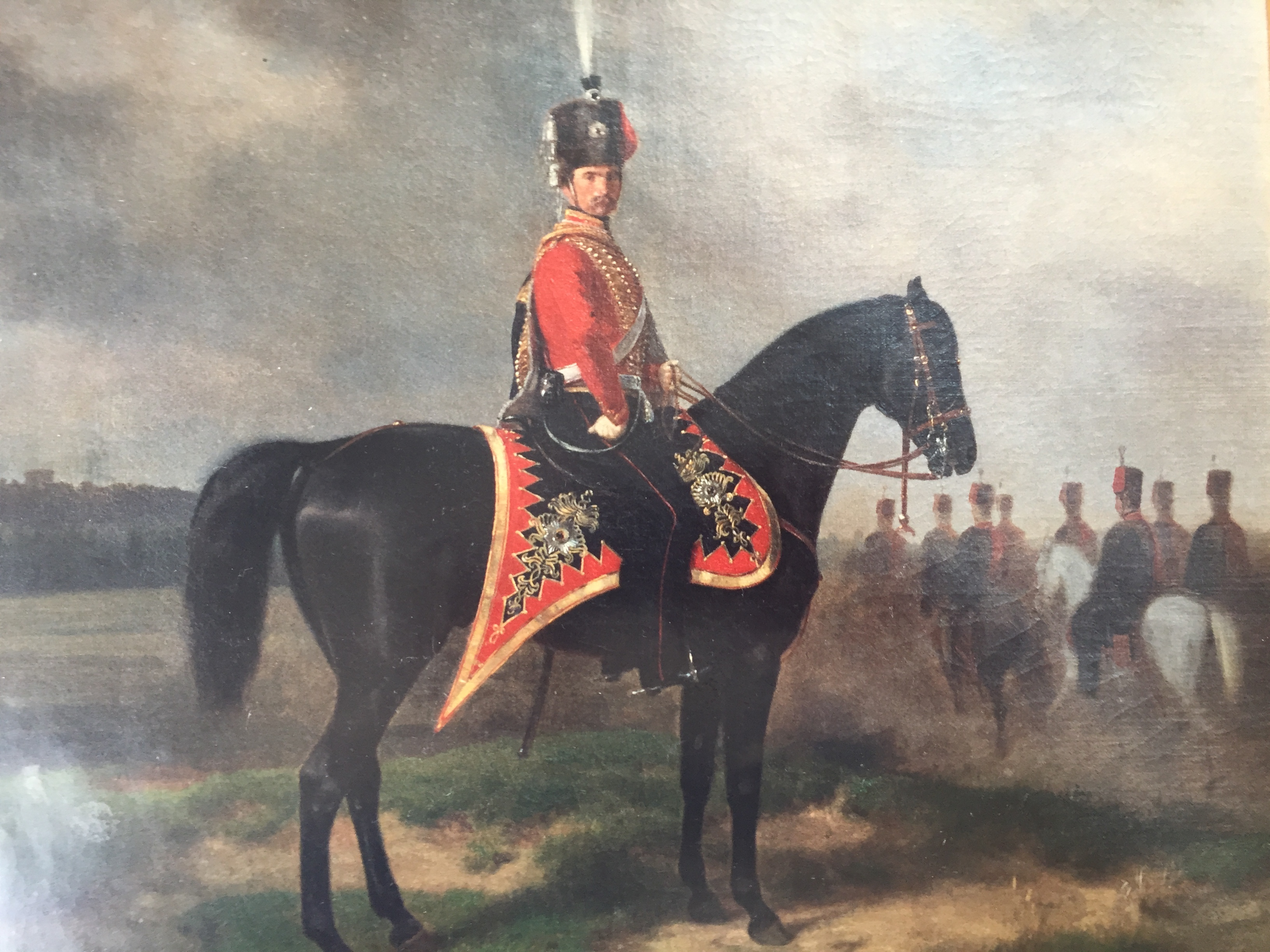
Adalbert von Bredow en tant qu'officier de cavalerie.

Bredow reçoit son éducation dans les maisons des cadets à Potsdam et à Berlin. Il rejoint ensuite le régiment de hussards du Corps de la Garde de l'armée prussienne en tant que sous-officier le 15 février 1832. En 1849, il reçoit un escadron et en 1856, il est transféré au  en tant que major. Dès 1857, il rejoint le 3e régiment de hussards et en 1859, il est nommé commandant du 4e régiment de dragons (pl). En 1863, Bredow est promu colonel et au déclenchement de la guerre austro-prussienne en 1866, il reçoit le commandement de 2e brigade de cavalerie, à la tête de laquelle il participe aux batailles de Trautenau et Sadowa. À la fin, il est promu major général et reçoit le commandement du 7e brigade de cavalerie.
Dans la guerre contre la France en 1870, Bredow est affecté à la 5e division de cavalerie. Il ordonne notamment l'incendie de Cherisy le 10 octobre 1870. Il y devient célèbre, entreprenant une course défiant la mort avec un peu plus de cinq escadrons dans la bataille de Mars-la-Tour le 16 août. La charge permet de repousser une position d'artillerie française et de repousser une attaque, mais les pertes s'élèvent à près de la moitié des soldats engagés. Cela dissuade les Français de poursuivre leur action offensive et a sauvé l'infanterie prussienne. Le succès de Bredow est cité dans les décennies suivantes comme un argument en faveur de la justification continue de la cavalerie dans la guerre moderne. Theodor Fontane l'appelle le « Mars La Tour-Bredow ».
En janvier 1871, Bredow est promu lieutenant général et reçoit le commandement de la 18e division d'infanterie. Déjà le 2 décembre 1873, Bredow est mis à disposition avec une pension sous l'attribution de l'Ordre de l'Aigle rouge de 1re classe avec des feuilles de chêne et des épées sur l'anneau. Guillaume II attribue au 4e régiment de dragons le 27 janvier 1889 l'ajout du nom « von Bredow ».
Après sa retraite du service militaire, Bredow se consacre à la gestion de la propriété de son père.

### Famille
Le 2 mars 1849, Bredow épouse Elise Cäcilie Friederike Kühne (1823-1884) à Alt-Langerwisch, avec qui il a onze enfants :
- Hans Georg Ferdinand (né en 1849), major prussien marié en  1873 avec Luice Fischer (née en 1855) ;
- Hasso Friedrich Karl (1849-1867) ;
- Bernhardine Johanna Elly (né en 1851) mariée en 1874 avec Wolfgang von Plotho (de), seigneur de Zorien [3] ;
- Ferdinand Philipp Friedrich Leopold (1852-1855) ;
- Elly Johanne Wilhelmine (née en 1857) mariée en 1878 avec Karl Friedrich von Bülow, Rittmeister ;
- Adelbert Ferdinand Wilhelm (né en 1859) marié en 1885 avec Henriette Louise Wilhelmine Anna von Jaeckel (née en 1862) ;
- Johanne Martha Valeska (née en 1861) mariée en 1889 avec Hugo Karl Leopold Johann Hermann Sigismund von Jerin, lieutenant-colonel ;
- Fils (mort en 1861) ;
- Ferdinand Herbertus (né en 1862), premier lieutenant à la retraite ;
- Eva Alexandra Agnes (1863-1869) ;
- Hasso Bernhard Gustav Adelbert Hans (né et mort en 1868).

Son fils et héritier Adelbert Ferdinand Wilhelm von Bredow (1859–1933) est le dernier propriétaire du manoir de Briesen von Bredow.